# Quận Emanuel, Georgia
Quận Emanuel là một quận trong tiểu bang Georgia, Hoa Kỳ. Quận lỵ đóng ở thành phố Swainsboro 6. Theo điều tra dân số năm 2000 của Cục điều tra dân số Hoa Kỳ, quận có dân số 21.837 người 2. Năm 2007, ước tính dân số quận này là 22469 người. 
Quận được lập ngày 10 tháng 12 theo đạo luật của Tổng Nghị viện Georgia.